# Realme 5
 Realme 5 là điện thoại thông minh của công ty realme đến từ Trung Quốc.

## Thông số kỹ thuật

### Phần cứng
Chiếc điện thoại Realme 5 sử dụng các octa-core 64-bit Qualcomm Snapdragon với bộ vi xử lý 665 AIE, và hiệu năng chạy tới 2.0 GHz ở mức tối đa, kết hợp với Adreno 610 GPU. Nó được cung cấp bởi pin dung lượng cao 5000mAh. Mặt trước có màn hình 6,5 inch HD + (720x1600) với lớp bảo vệ Gorilla Glass 3+. Ngoài ra, thiết bị có sẵn ba model: RAM 3 GB/32 GB bộ nhớ trong, RAM 4 GB/64 GB bộ nhớ trong hoặc RAM 4 GB/128 GB bộ nhớ trong và đồng thời hỗ trợ mở rộng bộ nhớ lên tới 256 GB thông qua khe cắm thẻ nhớ microSD.

### Máy ảnh
Realme 5 có thiết lập camera kép bao gồm cảm biến chính với khẩu độ 12 megapixel, f/1.8 trên ống kính chính. Ngoài ra,thứ hai là cảm biến siêu rộng 8 megapixel, trong khi thứ ba và thứ tư là cảm biến 2 megapixel cho chế độ sâu và macro. Camera trước là 13 megapixel và có chế độ làm đẹp AI. Các máy ảnh được hỗ trợ AI với tính năng phát hiện bối cảnh để chụp ảnh tốt hơn.

### Phần mềm
Realme 5 được trang bị ColorOS 6.0.1 mới nhất dựa trên hệ điều hành Android 9.0 (Pie) và có thiết kế không gian tùy chỉnh và chế độ tương tác gần gũi dành riêng cho Realme. ☃☃ Realme đã phát triển công nghệ tối ưu hóa chất lượng âm thanh loa nhỏ Dirac Power Sound cùng với Dirac Research AB để tăng cường âm thanh.